# Тверская женская учительская школа имени П. П. Максимовича
Тверская женская учительская школа имени П. П. Максимовича — открыта в Твери 1 декабря 1870 года членом Тверской земской управы (1866—1877) П. П. Максимовичем на собственные средства для подготовки народных учительниц.

## История
В 1869 году П. П. Максимович обратился к Земству с идеей создания школы для подготовки учительниц из всех слоёв общества .
Сначала вопрос о школе был оценён недостаточно проработанным, и был получен отказ. Тогда Павел Павлович решил открыть школу на свои средства. В итоге подготовленный устав и программа школы, а также ходатайство о разрешении на ее открытие были утверждены попечителем Московского учебного округа А. А. Ширинским-Шихматовым 30 марта 1870 г.
Обучение в школе было бесплатным, что дало возможность получить образование крестьянским детям.
С 1877 по 1880 г. развернулась борьба за сохранение школы от разгрома местным
представителем министерства — директором народных училищ Н. Д. Маловым.
Основателю школы удалось отстоять своё детище.
27 мая 1882 года утвержден новый устав, по которому школа окончательно отошла
в ведение Тверского губернского земства и получила официальное название
«Тверской женской учительской школы губернского земства имени П. П. Максимовича».
По новому уставу срок обучения составил 5 лет, включая приготовительный класс.
В школу принимались девушки всех сословий православного исповедания от 13 до 17 лет.
С 1892 года после кончины Максимовича почетным попечителем школы стал Ржевский уездный предводитель дворянства Н. Д. Квашнин-Самарин.
Школа просуществовала почти 50 лет и входила в число лучших.
С 14 июня 1917 года Учительская семинария им. П. П. Максимовича — так преобразовало школу Временное правительство.
С 16 сентября 1919 года Институт народного образования, в который Наркомпрос объединил Тверской учительский институт, Педагогические курсы Тверского губернского земства и школу Максимовича. При этом вся материальная база школы перешла новому институту, и только небольшая часть преподавателей была принята сюда на работу — М. Ф. Савина, Л. В. Кандауров, А. Н. Светликова, А. Я. Закс, А. С. Кудряшова.

### После 1919 года
В здании Женской учительской школы им. П. П. Максимовича разместился
- с 1919 г. Тверской институт народного образования,
- с 1921 г. Тверской педагогический институт,
- с 1971 г. Калининский государственный университет.

## Преподаватели
П. П. Максимовичу удалось пригласить в школу известных педагогов.
- Агокас, Сергей Викторович (1873—1937) Доцент кафедры математики и механики Тверского педагогического института
- Александров Александр Васильевич (1917) — теория и практика хорового пения[5]
- Вышинская Мария Ипполитовна — преподаватель русского языка, составитель «Путеводитель по библиотеке школы Максимовича».
- Дьяконова Надежда Павловна — начальница школы (1874—1887), имевшая ранее в Петербурге свое женское училище, преподавала географию, историю, грамматику, а после 1880 года и педагогику.
- Иванов, Иван Александрович — краевед, преподавал латинский язык.
- Кандауров, Леонид Васильевич (1877—1962) — физик и астроном[6]
- Клевенский, Митрофан Михайлович — преподавал историю и словесность (1906—1919)
- Колосов Владимир Иванович — преподавал историю (1879 по 1908)
- Кун, Николай Альбертович — преподавал историю и историю культуры (1903—1905, 1907—?)[7]
- Лашек, Фёдор Осипович (1863—1928) — преподаватель пения
- Ольденбург Фёдор Фёдорович — заведующий учебно-воспитательной работой школы
- Павлов, Алексей Петрович — преподавал химию и естествознание
- Резенер Фёдор Фёдорович (1825—1881) — преподаватель педагогики
- Робер, Александр Николаевич — бывший директор Тверской классической гимназии, преподавал педагогику и дидактику (1872—1880)
- Савина, Мария Фёдоровна — преподавала биологию
- Светликова, Алевтина Николаевна (1881—?) — преподаватель естествознания (1910-1919), окончила физмат факультет Петербургских Высших женских курсов.
- Свешникова, Елизавета Петровна (1847—1918) — вторая начальница школы (1887—1905), её труды изданы в 2007 году[8][9]

## Известные выпускницы
- Анна Степановна Кудряшова, более тридцати лет руководила библиотекой института,
- Серафима Александровна Соколова — библиотекарь института
- Александра Петровна Зеленева и др

Некоторые выпускницы оставили воспоминания о школе:
- М. И. Грифцова(Иванова) (вып. 1914)
- Н. В. Вагаева (вып. 1893),
- А. Ф. Малыгина (вып. 1902),
- Г. К. Соколова (вып. 1904),
- А. К. Соколова (вып. 907),
- М. И. Тюнтина,
- А. Ф. Чернышева (вып. 1915),
- А. В. Рысева (вып. 1918).